# Lucio, quante emozioni
Lucio, quante emozioni è stato un programma televisivo curato dalla redazione del TG1 per ricordare la figura di Lucio Battisti, condotto da Vincenzo Mollica con la partecipazione di Renzo Arbore, Gianni Boncompagni, Bruno Lauzi, Alessandro Colombini, Fabrizio Zampa e Pietruccio Montalbetti, andato in onda su Rai 1 il 9 settembre 1998 in prima serata, in occasione della scomparsa dell'artista.
Patty Pravo ha partecipato in collegamento da Napoli.

## Il programma
Il programma, andato in onda dalle 20:50 alle 22:48, era incentrato su collegamenti, testimonianze, ospiti in studio e i filmati di alcune delle più belle canzoni di Lucio Battisti.
Il programma, trasmesso in diretta dagli studi di Saxa Rubra per la regia di Simonetta Tavanti, è stato seguito da una media di 8.872.000 telespettatori pari ad uno share del 36,48%. La punta massima di ascolti si è avuta verso le 21:39 quando lo share ha superato il 40%.